# Vụ bắt cóc triệu đô
Vụ bắt cóc triệu đô (tiếng Anh: All the Money in the World) là một bộ phim điện ảnh thuộc thể loại tiểu sử - hình sự - giật gân do Ridley Scott đạo diễn và David Scarpa viết kịch bản, dựa trên cuốn sách năm 1995 của John Pearson mang tên Painfully Rich: The Outrageous Fortunes and Misfortunes of the Heirs of J. Paul Getty. Là sản phẩm hợp tác của hai nước Anh và Mỹ, bộ phim có sự tham gia diễn xuất của các diễn viên gồm Michelle Williams, Christopher Plummer, Romain Duris, Charlie Plummer, Timothy Hutton và Mark Wahlberg. Bộ phim tái hiện lời từ chối của J. Paul Getty nhằm đáp ứng yêu sách tống tiền của một nhóm bắt cóc từ nhóm mafia có tổ chức mang tên 'Ndrangheta, mà chúng là thủ phạm bắt cóc cháu trai ông John Paul Getty III vào năm 1973.
Kevin Spacey là người thủ vai J. Paul Getty đầu tiên và xuất hiện trong chiến dịch quảng bá phim ban đầu. Tuy nhiên, sau những cáo buộc hành vi tấn công tình dục nhằm chống lại Spacey, vai diễn đã được chuyển cho Plummer, lựa chọn đầu tiên của Scott cho vai diễn. Các cảnh quay trong phim chỉ được quay lại trong vòng tám ngày trước ngày công chiếu.